# (2146) Stentor
(2146) Stentor – planetoida z grupy trojańczyków okrążająca Słońce w ciągu 11 lat i 318 dni w średniej odległości 5,2 au. Została odkryta 24 października 1976 roku w obserwatorium La Silla przez Richarda Westa. Nazwa planetoidy pochodzi od Stentora, jednego z uczestników wojny trojańskiej. Przed nadaniem nazwy planetoida nosiła oznaczenie tymczasowe (2146) 1976 UQ.